# Coyopavirales
Coyopavirales ist eine vom International Committee on Taxonomy of Viruses (ICTV) im März 2023 neu eingerichtete Ordnung von Archaeenviren, und wird seit 3. März 2025 in der Klasse Belvinaviricetes geführt. Mit diesem Stand ist sie bezüglich offiziell bestätigter Virustaxa monotypisch in der Familie Chaacviridae.
Ebenfalls mit Stand 3. März 2025 umfasst diese Familie die Gattungen Antichaacvirus und Homochaacvirus.

## Beschreibung

### Genom und Proteom
Die Chaacviridae umfassen derzeit (Stand 8. März 2024) zwei Gattungen, die in ihren Proteomen eine relativ ähnliche funktionelle Zusammensetzung aufweisen, auch wenn die Genomsequenz eine relativ geringe Konservierung und damit vergleichsweise wenig Gemeinsamkeiten zeigt, und die beiden Gattungen auch unterschiedliche Genanordnungen aufweisen. Im Laufe ihrer Evolutionsgeschichte der Viren aus dieser Familie scheint es im Genom zu Inversionen gekommen zu sein: der Gattungsname Antichaacvirus weist auf die Inversion eines Genmoduls einschließlich des Gens für die der proteinprimierte DNA-Polymerase der Familie B (pPolB) bei dieser Gattung hin.
Die Mitglieder von Homochaacvirus und Antichaacvirus kodieren zwar für eng verwandte Hauptkapsidproteine (MCPs), ihre pPolB-Gene sind jedoch sehr unterschiedlich und bilden im phylogenetischen Baum zwei verschiedene Kladen.
Im Vergleich zum gut beschriebenen DJR-MCP (MCP mit double jelly roll Proteinfaltung) des Bakteriophagen PM2 (Corticoviridae) haben die MCPs der Familie Chaacviridae ein zusätzliches kleines β-Fass (beta barrel), das nach der α-Helix zwischen Jelly-Roll-beta-Strängen eingefügt ist.
Es wurden auch Verwandte der Chaacviridae mit stark abweichenden DJR-MCPs identifiziert (vorgeschlagene Familie „Ixchelviridae“), aber bislang konnten unter diesen noch keine vollständigen Genomen assembliert werden, so dass sich unter diesen derzeit noch keine ICTV-bestätigten Vertreter befinden (Stand 2023).
Vollständige Genome konnten dagegen von drei Vertretern der Chaacviridae assembliert werden.
Sie zeigen invertierte terminale Repeats (Inverted Terminal Repeats, ITRs), was zu dem Vorhandensein des pPolB-Gens passt.
Diese drei Viren weisen eine durchschnittliche Nukleotid-Übereinstimmung von weniger als 90 % auf und stellen daher separate Arten dar. Die Gattung Homochaacvirus umfasst die Viren PBV304 und PBV305, während die Gattung Antichaacvirus als einzigen Vertreter PBV266 enthält.
Die „Ixchelviridae“ sind durch die Pescadero-Becken-Viren PBV176 und PBV180 vertreten, wobei die Vollständigkeit des assemblierten Contigs unbekannt ist.
Auch wenn die Mitglieder der Chaacviridae mit keiner der 2022 bekannten Virusfamilien zugeordnet werden konnten, ähneln sie jedoch entfernt Mitgliedern der Klasse Tectiliviricetes, zu der Bakterienviren der Familien Tectiviridae und Corticoviridae sowie Archaeenviren der Familie Turriviridae gehören, weshalb sie in eine eigene neue Ordnung Coyopavirales innerhalb der bestehenden Klasse Tectiliviricetes eingeordnet wurden.

### Wirte
Die Chaacviridae infizieren (vorhergesagt) Mitglieder der Euryarchaeota-Ordnung Methanophagales (früher ANME-1 genannt).

## Systematik
Die Systematik der Coyopavirales ist gemäß International Committee on Taxonomy of Viruses (ICTV) (Stand Mai/Juni 2024) – mit Ergänzungen nach Laso-Pérez et al. (2022) und der Taxonomie des National Center for Biotechnology Information (NCBI) – wie folgt:
Ordnung Coyopavirales
- Familie Chaacviridae
  - Gattung Antichaacvirus
    - Spezies Antichaacvirus pescaderoense, mit
      - Methanophagales virus PBV266
– Fundort: Metagenom einer am 18. November 2018 entnommenen Umweltprobe vom Hydrothermafeld des südlichen Pescadero-Beckens im Golf von Kalifornien (Mexiko)

  - Gattung Homochaacvirus
    - Spezies Homochaacvirus californiense, mit
      - Methanophagales virus PBV305
– Fundort: Metagenom einer am 14. November 2018 entnommenen Umweltprobe vom Hydrothermafeld des südlichen Pescadero-Beckens im Golf von Kalifornien (Mexiko)[A. 1]

    - Spezies Homochaacvirus pescaderoense, mit
      - Methanophagales virus PBV304
– Fundort: Metagenom einer am 21. November 2018 entnommenen Umweltprobe vom Hydrothermafeld des südlichen Pescadero-Beckens im Golf von Kalifornien (Mexiko)[A. 2]
- Familie „Ixchelviridae“ (vorgeschlagener Kandidat)[3]
  - Pescadero-Basin-Virus PBV264[3]
– Fundort: Pescadero-Becken
  - Pescadero-Basin-Virus PBV238[3]
– Fundort: Pescadero-Becken

## Etymologie
Der Name der Ordnung Coyopavirales bezieht sich auf den Donnergott der Maya-Mythologie namens Coyopa, die Endung ‚-virales‘ kennzeichnet Virusordnungen.
- Der Name der Familie Chaacviridae bezieht sich auf Chaac, einen Gott des Donners, des Regens, des Donners, der Fruchtbarkeit und der Landwirtschaft, aber auch des Todes in der Maya-Mythologie; die Endung ‚-viridae‘ kennzeichnet Virusfamilien.[2]
  - Der Gattungsname Antichaacvirus leitet sich ab von altgriechisch ἀντί antí, deutsch ‚gegen‘: die zugehörigen Viren zeigen eine Inversion des Genmoduls mit dem pPolB-Gen; der Mittelteil verweist auf den Maya-Götternamen Chaac im Namen der Familie.[2]
  - Der Gattungsname Homochaacvirus leitet sich ab von altgriechisch ὅμος homos, deutsch ‚gleich‘: bei den zugehörigen Viren gibt es keine Inversion des das pPolB-Gen enthaltenden Genmoduls; der Mittelteil verweist auf den Maya-Götternamen Chaac im Namen der Familie.[2]
  - Der vorgeschlagene Name der Kandidatenfamilie „Ixchelviridae“ ist benannt nach Ix Chel, der Maya-Göttin der Hebammenkunst und der Medizin in der Mythologie der Maya; die Endung ‚-viridae‘ kennzeichnet Virusfamilien.[3]